# Vincent van der Want
Vincent van der Want (Hilversum, 21 oktober 1985) is een Nederlands roeier.
Hij nam samen met Harold Langen, Govert Viergever en Peter van Schie deel aan de Olympische Zomerspelen 2016 in de vier-zonder met een vijfde plaats als resultaat.

## Palmares

### Twee zonder
- 2011: 8e Europese kampioenschappen

### Vier zonder
- 2015: 5e Europese kampioenschappen
- 2015: 6e Wereldkampioenschappen
- 2016: 11e Europese kampioenschappen
- 2016: 5e Olympische Spelen
- 2017: 6e Europese kampioenschappen
- 2017: 4e Wereldkampioenschappen
- 2019: 7e Wereldkampioenschappen

### Acht met stuurman
- 2010: 4e Europese kampioenschappen
- 2010: 4e Wereldkampioenschappen
- 2013:  Rotsee Regatta
- 2013:  Europese kampioenschappen
- 2013: 5e Wereldkampioenschappen
- 2014: 7e Europese kampioenschappen
- 2014: 8e Wereldkampioenschappen
- 2018:  Europese kampioenschappen
- 2018: 7e Wereldkampioenschappen
- 2019:  Europese kampioenschappen